# Mavacoxib
Mavacoxib è un farmaco anti-infiammatorio non steroideo (FANS) appartenente alla famiglia degli inibitori selettivi della COX-2. Strutturalmente è un pirazolo diaril-sostituito. Viene utilizzato in ambito veterinario per la trattamento del dolore e della infiammazione nei processi patologici articolari degenerativi nei cani.
Il farmaco è venduto dalla società farmaceutica Pfizer con il nome commerciale di Trocoxil, nella forma farmacologica di compresse masticabili da 6, 20, 30, 75, 95 mg.

## Farmacodinamica
Mavacoxib è un inibitore selettivo della cicloossigenasi di tipo 2 (COX-2). La cicloossigenasi è un enzima chiave nella cascata del metabolismo dell'acido arachidonico e catalizza la sintesi degli eicosanoidi, comprendenti diverse prostaglandine.
La cicloossigenasi di tipo 1 (COX-1) viene espressa costitutivamente in molti tessuti dell'organismo, e fra questi nello stomaco, intestino, rene e piastrine. I suoi effetti fisiologici comprendono la protezione gastrica e la facilitazione della filtrazione renale e dell'aggregazione piastrinica. Il tipo 2 (COX-2) viene invece espresso come risultato di stimoli infiammatori o mitogenici.

L'enzima COX-2 è responsabile della sintesi di prostanoidi (prostaglandine, trombossani e prostacicline) che risultano essere mediatori di sintomi come l'infiammazione, l'essudazione, il dolore e la febbre. I metaboliti determinati dall'azione della COX-2 sono anche coinvolti nell'ovulazione, nella fase di impianto della gravidanza e nella chiusura del dotto arterioso. Mavacoxib con la sua azione possiede proprietà analgesiche e antinfiammatorie.

## Farmacocinetica
Dopo somministrazione orale mavacoxib è ben assorbito dal tratto gastrointestinale. Studi sulla biodisponibilità nei cani che assumevano il farmaco a digiuno è stata del 46%. La concomitante assunzione di un pasto ha incrementato la biodisponibilità all'87%. In caso di somministrazione insieme al pasto il picco della concentrazione plasmatica (Cmax) si osserva entro 24 ore (Tmax) dall'assunzione di una singola dose. Il legame della molecola con le proteine plasmatiche è pari a circa il 98%. Dopo l'assorbimento mavacoxib si distribuisce ampiamente in tutti i tessuti biologici dell'organismo. La clearance della molecola è lenta. La principale via di eliminazione è conseguenza dell'escrezione biliare del farmaco immodificato.
Negli studi sperimentali eseguiti su giovani cani adulti, l'emivita media di eliminazione è risultata compresa tra 13,8 e 19,3 giorni. Gli stessi studi condotti su una popolazione di cani di età più avanzata e di peso maggiore ha messo in evidenza un'emivita media di eliminazione di 39 giorni. In una piccola sottopopolazione (inferiore al 5%) l'emivita ha superato gli 80 giorni. Il motivo di questa aumentata emivita non è stato chiarito.

## Usi veterinari
- Cane

Mavacoxib trova impiego nel trattamento del dolore e dello stato infiammatorio associato alle artropatie degenerative, in particolare nei casi in cui è indicata una terapia continua di durata superiore a 30 giorni.

## Effetti collaterali ed indesiderati
Negli animali in trattamento sono state riferite reazioni avverse relative al tratto digerente come ad esempio vomito, diarrea, calo di appetito, diarrea emorragica e melena. In alcuni animali è stata riferita la comparsa di ulcera peptica. Più raramente si possono verificare alterazione della funzionalità renale ed epatica.

## Controindicazioni
Mavacoxib non deve essere utilizzato in soggetti con ipersensibilità nota al principio attivo, ai sulfamidici oppure ad uno qualsiasi degli eccipienti utilizzati nella forma farmaceutica.
La somministrazione in cani con allergia nota ad altri FANS, affetti da ulcera peptica od emorragie gastrointestinali, alterazione della funzionalità renale o epatica, ipoproteinemia, disidratazione, od insufficienza cardiaca dovrebbe essere evitata o comunque avvenire con estrema cautela.
L'uso concomitante di farmaci glucocorticoidi o di altri FANS deve essere evitato.
Il profilo di sicurezza di derecoxib non è stato stabilito in cani con meno di 12 mesi di età o peso inferiore a 5 kg.
Mavacoxib non deve essere utilizzato in animali riproduttori, in cagne in gravidanza, e nel corso dell'allattamento materno.